# Contea di Rice (Minnesota)
La contea di Rice in inglese Rice County è una contea dello Stato del Minnesota, negli Stati Uniti. La popolazione al censimento del 2000 era di 56 665 abitanti. Il capoluogo di contea è Faribault